# Mega lo Mania
Mega lo Mania, in Nordamerika Tyrants: Fight Through Time, ist ein 1991 erschienenes Computerspiel vom Entwicklerstudio Sensible Software. Der Spieler übernimmt die Rolle eines von vier Göttern, die über jeweils ein Volk herrschen. Es gilt verschiedene Inseln zu besiedeln, Ressourcen abzubauen und die militärische Technologie des Volks weiterzuentwickeln. Das Ziel ist die Vernichtung der gegnerischen Völker.

## Spielprinzip
Mega lo Mania ist ein Echtzeitstrategiespiel, das jedoch vor dem genreprägenden Dune II – Kampf um Arrakis erschien und im Gameplay einzigartig ist. Es erinnert an die Göttersimulation Populous (1989), allerdings interagiert der Spieler bei Mega lo Mania direkt mit seinem Volk.
Das Spielfeld ist eine Insel, die in zwei bis 16 Sektoren eingeteilt ist. Der Spieler und bis zu drei vom Computer gesteuerte Gegenspieler wählen aus einem festen Personen-Pool die Anzahl zur Besiedelung einer Insel und einen Startsektor. Die Sektoren unterscheiden sich in Art und Anzahl der Ressourcen und stellen ein entscheidendes strategisches Element dar.
Aus der verfügbaren Personenzahl teilt der Spieler seine Spielfiguren entweder zur Entwicklung von militärischen Defensiv- und Offensivwaffen, zum Abbau der im Sektor verfügbaren Ressourcen, zur Waffenproduktion oder zu Kampftruppen ein. Die Entwicklungs- und Produktionsgeschwindigkeit hängt von der eingeteilten Anzahl von Spielfiguren ab. Kampftruppen können in andere Sektoren geschickt werden, wo sie gegnerische Gebäude und Truppen zerstören und anschließend an der Errichtung eines neuen Siedlungsgebäudes arbeiten. Die Personenzahl ist die wichtigste Ressource, wobei nicht eingeteilte Spielfiguren sich allmählich vermehren.
Die Entwicklungsstufe des Volks in einem Sektor wird als Jahreszahl angezeigt, zudem verändert sich das Aussehen der Gebäude. Abhängig von Entwicklungsstufe und Ressourcen in einem Sektor sind neue Entwicklungen verfügbar. Fertige Designs können verworfen und neu entwickelt werden, um sie an die derzeit verfügbaren Ressourcen im Sektor anzupassen. Insgesamt gibt es zehn verschiedene Entwicklungsstufen von 9500 v. Chr. bis 2001 mit jeweils für die Epoche typischen Waffen. Die Epoche wechselt nicht zeitgesteuert, sondern ausschließlich in Abhängigkeit vom aktuellen Entwicklungsstand. Zwei Sektoren können sich daher in unterschiedlichen Epochen befinden.

## Technische Umsetzung
Entwickelt wurde das Spiel von Sensible Software. Es erschien durch mehrere Publisher für verschiedene Plattformen in den Jahren 1991 bis 1993, so etwa für Amiga auf zwei Disketten, daneben für Atari ST, Mega Drive, MS-DOS und SNES.
Seinerzeit wegweisend war die hochqualitative Sprachausgabe, die auch auf Deutsch synchronisiert wurde.

## Wertungen
- Amiga Joker 10/91: 81 %. Die „deutsche Sprachausgabe sucht ihresgleichen!“ Auch ohne Mehrspieler-Option oder einen Leveleditor „werden Computer-Götter mehr als die branchenüblichen sieben Tage beschäftigt sein!“[1][2]
- Amiga Computing 41, 10/91: 93 %, Auszeichnung „Gamer Gold“. „It is addictive, highly engrossing, looks great and sounds fantastic[...], it is so simple to play a crab could do it.“[3]
- Amiga Format 26 9/91: 91 %, Auszeichnung „Amiga Format Gold“. „Mega-lo-Mania becomes a ferocious strategy challenge but contains an addictive arcade appeal.“[3]
- Power Play 9/91: 83 %, Gut[4]